# Казе Каприоли (Терамо)
Казе Каприоли (итал. Case Caprioli) је насеље у Италији у округу Терамо, региону Абруцо.
Према процени из 2011. у насељу је живело 25 становника. Насеље се налази на надморској висини од 728 м.